# Društvo za srpski jezik i književnost u Hrvatskoj
Društvo za srpski jezik i književnost u Hrvatskoj, neprofitna stručna organizacija koja okuplja znanstvene i stručne radnike na teritoriju Republike Hrvatske koji se bave proučavanjem i nastavom srpskog jezika i književnosti. Društvo djeluje na cijelom teritoriju Republike Hrvatske, a sjedište mu je u Vukovaru. U svom radu Društvo ravnopravno koristi srpski i hrvatski jezik.
Društvo je osnovala grupa od 28 osnivača 26. VI. 1998. godine. Za prvog predsjednika izabrana je Mara Bekić-Vojnović, prof., za potpredsjednike Anđelka Pavić, prof., i Milica Stojanović, prof, a za sekretara Danko Nikolić, dipl. pravnik. Sadašnji je predsjednik Mara Bekić-Vojnović. Članovi su uglavnom iz Vukovarsko-srijemske i Osječko-baranjske županije (Srijem, Slavonija i Baranja).

## Ciljevi djelovanja Društva
- njegovanje srpskog jezika i književnosti Srba u Republici Hrvatskoj
- okupljanje znanstvenih i stručnih radnika za srpski jezik i književnost te nastavnika srpskog jezika
- znanstvena obrada srpskog jezika
- izučavanje kulturnog, umjetničkog i znanstvenog nasljeđa srpskog naroda u Republici Hrvatskoj
- razvijanje suradnje sa sličnim udruženjima u Republici Hrvatskoj radi lakšeg rješavanja znanstvenih problema
- razvijanje suradnje i čvrstih znanstvenih veza sa sličnim organizacijama i institucijama srpskog naroda u drugim državama

Svoje ciljeve Društvo ostvaruje: 
- proučavanjem povijesti književnosti, kulture i suvremenog života srpskog naroda u Republici Hrvatskoj te prezentacijom njegove kulturne baštine
- izučavanjem i čuvanjem jezičnog identiteta i pisma srpskog naroda
- poticanjem i unaprjeđivanjem istraživačkog, znanstenog, umjetničkog i kulturnog rada u području jezika i književnosti
- organiziranjem seminara, tribina, književnih susreta, promocija knjiga i drugih aktivnosti
- podsticanjem donošenja obrazovnih programa iz srpskog jezika i književnosti i drugih predmeta u školskom sistemu značajnih za očuvanje nacionalnog identiteta Srba u Republici Hrvatskoj i briga o njihovoj realizaciji
- upućivanje svojih članova na znanstvenu, stručnu i metodičku literaturu iz oblasti jezika i književnosti
- izdavanjem periodičnih publikacija, biltena i sl.
- suradnjom sa srodnim društvima, kulturnim i znanstvenim ustanovama
- ostvarivanjem i drugih aktivnosti od interesa za jezik, književnost i kulturu srpskog naroda u Republici Hrvatskoj

## Dosadašnji rad
Usprkos financijskim teškoćama Društvo je organiziralo, za nastavnike i profesore srpskog jezika Vukovarsko-srijemske i Osječko-baranjske županije, nekoliko seminara na kojima su se, kao predavači, pojavili profesori sa zagrebačkog, beogradskog i novosadskog univerziteta, kao i članovi Društva koji se bave proučavanjem srpskog jezika i književnosti.
Prvi seminar Društvo je, još kao Inicijativni odbor, održalo u Bačkoj Palanci. Tada je prof. dr. Ljubomir Popović s beogradskog Filološkog fakulteta, održao predavanje "Sistem zavisnih rečenica", prof. dr. Dušan Ivanić dao je kratak pregled povijesti književnosti Srba na području Hrvatske, dok je dr. Slobodan Mileusnić govorio o pravoslavnim crkvama u Hrvatskoj.
Ostali seminari:
- prof. dr. Dušan Marinković  (Filozofski fakultet, Zagreb): "Mladi Andrić"
- prof. dr. Dušan Marinković  (Filozofski fakultet, Zagreb): "Slobodan Selenić"
- prof. dr. Dušan Rapo  (Filozofski fakultet, Zagreb): "Djelo Vladana Desnice"
- prof. dr. Jovan Delić  (Filološki fakultet, Beograd): "Djelo Danila Kiša"
- prof. dr. Jovan Delić  (Filološki fakultet, Beograd): "Hazarski rečnik Milorada Pavića"
- prof. dr. Mato Pižurica  (Filozofski fakultet, Novi Sad): "Savremeni srpski jezik -  aktuelna pitanja"
- prof. dr. Mihajlo Pantić  (Filološki fakultet, Beograd): "Savremeni srpski pjesnici"

## Suradnja
Društvo je uspostavilo kontakt s istoimenim udruženjem u Beogradu, kao i s Institutom za srpski jezik iz Beograda.
Članovi Društva su 2002. godine bili u posjetu Matici srpskoj u Novom Sadu, gdje im je predsjednik Matice prof. dr. Božidar Kovaček održao zanimljivo predavanje o povijesti te ustanove.

## Adresa
Društvo za srpski jezik, Europske unije 1, 32000 Vukovar, Hrvatska, e-mail: sj_u_hr@net.hr 